# Corriente de las Antillas

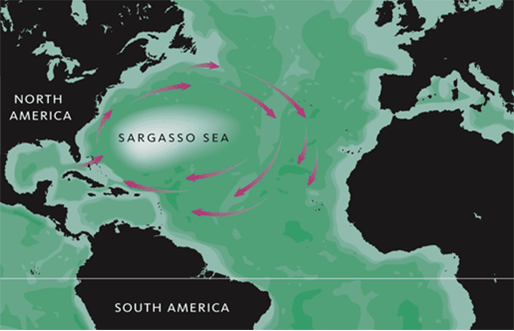
Mapa de corrientes del océano Atlántico, específicamente de la zona noroeste

La corriente de las Antillas es la prolongación de la corriente Ecuatorial Norte y fluye frente a la cara norte de las Antillas Mayores, es decir su costa atlántica. Lleva agua que es virtualmente la misma que la del mar de los Sargazos.
La convergencia de esta corriente con la proveniente del golfo de México para formar la corriente del Golfo, una de las más importantes del mundo.
- Datos: Q577367
- Multimedia: Antilles Current / Q577367